# Приймак Степан Ілліч
Степан Ілліч Приймак — колишній радянський та український футболіст, що виступав на позиції захисника.

## Біографія
Степан Приймак народився в Дніпропетровську. Перший футбольний клуб — заводська команда трубопрокатного заводу імені Леніна. У 1936 році в складі команди виступає в 4 лізі першості СРСР і ставати бронзовим призером першості УРСР. У 1937 році переходить в заводську команду Дніпровський металургійний завод. У роки війни переїжджає в евакуацію в Куйбишев (нині Самара). У 1942—1945 роках гравець команди «Крилья Совєтов» — перший склад. Після війни повертається до Дніпропетровська і вистапает за команду. Після футболу працював на Дніпровський металургійний завод.
У 1956—1957 роках начальник команди «Металург» (Дніпро).

## Досягнення
- бронзовий призер чемпіонату України 1936 року (весна)[8].

## Клубна статистика
| Виступи                 | Виступи           | Виступи           | Ліга | Ліга | Кубок | Кубок | Всього | Всього |
| Клуб                    | Ліга              | Сезон             | Ігри | Голи | Ігри  | Голи  | Ігри   | Голи   |
| ----------------------- | ----------------- | ----------------- | ---- | ---- | ----- | ----- | ------ | ------ |
| Сталь (Дніпропетровськ) | Чемпіонат СРСР    | 1936 (весна)      | 2    | 0    | —     | —     | 2      | 0      |
| Сталь (Дніпропетровськ) | Чемпіонат СРСР    | 1936 (осінь)      | 5    | 3    | —     | —     | 5      | 3      |
| Сталь (Дніпро)          | Чемпіонат СРСР    | 1937              | 11   | 0    | —     | —     | 11     | 0      |
| Крила Рад               | Чемпіонат СРСР    | 1945              | 2    | 0    | —     | —     | 2      | 0      |
| Сталь (Дніпро)          | Чемпіонат СРСР    | 1946              | 17   | 1    | —     | —     | 17     | 1      |
| Сталь (Дніпро)          | Чемпіонат СРСР    | 1947              | 21   | 0    | 5     | 0     | 26     | 0      |
| Всього за кар'єру       | Всього за кар'єру | Всього за кар'єру | 58   | 1    | 5     | 0     | 63     | 1      |